# نوونیکولایفکا (شهرستان میشکینسکی، باشقیرستان)
نوونیکولایفکا (انگلیسی: Novonikolayevka, Mishkinsky District, Republic of Bashkortostan) یک شهرک در شهرستان میشکینسکی استان باشقیرستان کشور روسیه است.